# Miklarji
Miklarji este o localitate din comuna Črnomelj, Slovenia, cu o populație de 0 locuitori.